# Limtryck
| Limtryck |
| --- |
| En pappbit med limtryck. - Betydelse: Tryckteknik (för tapet eller bildkonst) - Olika ord: Limtryck, collografi, collagrafi, kartongtryck eller pappografi - Tryckmetod: Kombination av djuptryck och högtryck |

Limtryck, collografi, collagrafi, kartongtryck eller pappografi är en tryckteknik, tidigare vanlig vid tapettillverkning. Collagrafi kommer från grekiskans kolla, som betyder lim, och grafi, som betyder att teckna. Det handlar således om "att teckna med lim".

## Tekniken
I limtryck används kartong som bildunderlag. Limtryck är en blandning av djuptryck (där inristade fördjupningar ger färg, exempelvis torrnål) och högtryck (där det bortskurna inte ge färg, exempelvis linoleumtryck).
Som "plåt" använder man en styvare kartong, så att man kan torka av när man vill reducera färgen. Försegling av ytor som inte ska ytterligare påverkas görs i regel med shellack.
Kortfattat utförs limtryck i åtta steg. Dessa är:
1. Skära eller bygga upp motivet. Struktur kan skapas med t.ex. tapet, textil, spets, folie, papper eller spackel. Mönster kan göras med lim.
2. Låta färgen torka innan "plåten" förseglas med exempelvis shellack.
3. Färga in "plåten".
4. Torka bort färg.
5. Blöta pappersarket.
6. Själva trycket (med koppartryckspress, kavel, gnuggning med sked etc).
7. Torkning av trycket, antingen genom upphängning eller sammapressning mellan skivor.
8. Rengöra valsar och andra verktyg. Matolja eller såpvatten kan ofta användas, såpvatten om vattenbaserade färger använts.

## Konstutövare
Bland svenska konstnärer som utmärkt sig för sin användning av limtryck fanns Vide Janson, med sin abstrakta formvärld. Även Karin Wennström Petri använder sig av tekniken.